# Tibioploides stigmosus
Tibioploides stigmosus is een spinnensoort in de taxonomische indeling van de hangmatspinnen (Linyphiidae).
Het dier behoort tot het geslacht Tibioploides. De wetenschappelijke naam van de soort werd voor het eerst geldig gepubliceerd in 2001 door Xia et al..